# Copa de la Liga danesa
La Copa de la Liga danesa, Tele2 LigaCup, por motivos comerciales, fue un torneo de fútbol organizado por Divisionsforeningen. Estos partidos no eran considerados oficiales por la Asociación de Fútbol de Dinamarca.

## Formato
El torneo se jugaba como un torneo todos contra todos entre los tres primeros de la Superliga danesa. Cada partido duraba únicamente 45 minutos.

## Finales
| Año  | Campeón    | Finalista     | 3° equipo      | Lugar           |
| ---- | ---------- | ------------- | -------------- | --------------- |
| 2005 | Brøndby IF | FC Copenhague | FC Midtjylland | Brøndby Stadion |
| 2006 | Brøndby IF | FC Copenhague | Viborg FF      | Farum Park      |

### Total de títulos
| Títulos | Equipo     |
| ------- | ---------- |
| 2       | Brøndby IF |

## Nueva normativa
A partir del año 2005 el campeón de esta copa jugara la Champions League sin importar lo que haya hecho en la Danish League
- Datos: Q1027382